# Aniello Dellacroce
Aniello John „Neil” Dellacroce (n. 15 martie 1914, New York, SUA – d. 2 decembrie 1985, New York City, New York, SUA) a fost un gangster american și subșef al familiei Gambino. A ajuns în această funcție după ce Carlo Gambino l-a îndepărtat pe Joseph Biondo⁠(d). Dellacroce a fost mentor al viitorului boss John Gotti.

## Biografie
Dellacroce s-a născut pe 15 martie 1914 în New York, fiul cuplului Francesco și Antoinette Dellacroce, imigranți italieni din prima generație⁠(d). A copilărit în cartierul  Mica Italie⁠(d) din Manhattan. Porecla sa a fost „Neil”, o americanizare a numelui său „Aniello”.
Acesta a fost căsătorit cu Lucille Riccardi și a avut un singur frate, Carmine.
În adolescență, Dellacroce a lucrat ca ucenic măcelar, dar existau puține locuri de muncă și a fost nevoit să comită infracțiuni. A fost închis la un moment dat pentru furt. Acesta hoinărea uneori prin Manhattan în haine preoțești ca să-i deruteze pe polițiști și pe gangsterii rivali. Se speculează că în cazul unor evenimente publice ar fi utilizat o dublură⁠(d).

## Cariera
Spre sfârșitul anilor 1930, Dellacroce s-a alăturat familiei Mangano, precursoare a familiei Gambino, și a desfășurat activități alături de subșeful Albert Anastasia. După dispariția donului Vincent Mangano, Anastasia a devenit capul familiei și l-a promovat pe Dellacroce în funcția de capo. Datorită feței sale pătrate, unii membri Gambino l-au poreclit „Polak⁠(d)” - o poreclă care nu a fost niciodată utilizată în preajma sa.
Dellacroce a devenit mai târziu mentor al lui John Gotti. Acesta a cumpărat clubul social Ravenite⁠(d) din Mica Italie care a devenit ulterior un popular loc de întâlnire al membrilor familiei Gambino și sediul său central. Pe 25 octombrie 1957, câțiva asasini l-au ucis pe Anastasia în frizeria unui hotelul din Manhattan. Ca urmare a acestui eveniment, Carlo Gambino a preluat conducerea familia. În 1965, Gambino l-a îndepărtat pe bătrânul Joseph Biondo din poziția de subșef și l-a numit pe Dellacroce.
Conform înregistrărilor Comisiei Knapp care a investigat corupția din poliție într-o câteva industrii începând din 1970, Dellacroce și alți gangsteri operau baruri pentru homosexualii din West Village⁠(d), Manhattan.
În 1971, Dellacroce a fost condamnat la un an de închisoare, fiind acuzat de sfidarea curții⁠(d) când a refuzat să răspundă la întrebările formulate de un mare juriu⁠(d) despre crima organizată. Pe 2 mai 1972, acesta a fost acuzat de evaziune fiscală. Ca să nu intervină în activitățile sale, Compania Yankee Plastics din New York i-a oferit lui Dellacroce 22.500 de acțiuni în valoare de 112.500 de dolari, iar acesta a refuzat să plătească impozitul pe venit⁠(d). În martie 1973, Dellacroce a fost condamnat pentru evaziune fiscală, a primit cinci ani de închisoare și a fost amendat cu 15.000 de dolari.
Pe 15 octombrie 1976, Carlo Gambino a murit din cauze naturale. Spre uimirea tuturor, acesta îl desemnează pe Paul Castellano în funcția de boss al familiei. Gambino credea că familia sa va beneficia mai mult de pe urma afacerilor din domeniul administrativ derulate de Castellano. În acea perioadă, Dellacroce era încarcerat pentru evaziune fiscală și nu a putut să conteste preluarea poziției.
Preluarea puterii de Castellano a fost confirmată la o întâlnire din 24 noiembrie la care a fost prezent și Dellacroce. Castellano l-a păstrat pe Dellacroce în funcția de subșef în timp ce controla activitățile tradiționale ale mafiei precum șantajul, jaf și cămătărie⁠(d). Deși Dellacroce a acceptat decizia lui Gambino, aceasta a împărțit familia în două facțiuni rivale.
În 1979, Dellacroce și Anthony Plate au fost arestați pentru uciderea unui bookmaker din New York pe nume Charles Calise în 1974. FBI credea că Dellacroce îi ordonase lui Plate să-l elimine pe Calise deoarece acesta devenise informator. În timpul procesului, Plate a dispărut. Cazul s-a încheiat într-un final cu suspendarea procesului⁠(d).
Pe 25 februarie 1985, Dellacroce a fost pus sub acuzare împreună cu liderii celorlalte cinci familii din New York în celebrul procesul al mafiei⁠(d). Pe 28 martie, Dellacroce, fiul său Armand și alți opt membri, au fost inculpați în baza unor acuzații de racketeering. În iunie 1985, o bandă desenată publicată de Doonesbury⁠(d) care îi înfățișa împreună pe Frank Sinatra și Dellacroce a fost refuzată de mai multe ziare deoarece în text Dellacroce era acuzat de uciderea lui Calise. Pe 1 iulie, acesta și alți lideri ai mafiei au pledat nevinovați după ce le-au fost aduse încă o serie de acuzații de racketeering.

## Moartea
Pe 2 decembrie 1985, Dellacroce a murit de cancer la vârsta de 71 de ani în spitalul Mary Immaculate (acum închis) din Queens. A fost înmormântat în cimitirul Saint John, Queens⁠(d).